# デヴィッド・マッケンジー
デヴィッド・マッケンジー（David Mackenzie、1966年5月10日 - ）は、イギリスの映画監督。

## 経歴
1966年5月10日、コーブリッジに生まれる。ダンカン・オブ・ジョーダンストーン・カレッジ・オブ・アート・アンド・デザインを卒業する。
2002年、『The Last Great Wilderness』で長編映画監督デビューを果たす。2005年、『アサイラム/閉鎖病棟』を手がける。2011年、ユアン・マクレガーとエヴァ・グリーンを主演に迎えた『パーフェクト・センス』がサンダンス映画祭にて上映される。

## フィルモグラフィー

### 長編映画
| 年   | 題名                                                | 備考                   |
| ---- | --------------------------------------------------- | ---------------------- |
| 2002 | The Last Great Wilderness                           | 監督・脚本             |
| 2003 | 猟人日記 Young Adam                                 | 監督・脚本             |
| 2005 | アサイラム/閉鎖病棟 Asylum                          | 監督                   |
| 2007 | Hallam Foe                                          | 監督・脚本・製作総指揮 |
| 2009 | 愛とセックスとセレブリティ Spread                   | 監督                   |
| 2011 | One Night, One Love                                 | 監督                   |
| 2011 | パーフェクト・センス Perfect Sense                  | 監督・製作総指揮       |
| 2012 | シタデル Citadel                                    | 製作総指揮             |
| 2013 | 名もなき塀の中の王 Starred Up                       | 監督                   |
| 2016 | 最後の追跡 Hell or High Water                       | 監督                   |
| 2018 | アウトロー・キング スコットランドの英雄 Outlaw King | 監督・脚本・製作       |
| TBA  | Relay                                               | 監督・脚本             |